# Szywra
Szywra (oboczna nazwa Miłosławka, dawniej też niem. Schieferbach, Miloslawer Fliess)) – rzeka, lewostronny dopływ Moskawy o długości 36,69 km.
Źródła rzeki znajdują się na północny wschód od wsi Krzywa Góra, przepływa przez Miłosław. Uchodzi do Moskawy na północ od Kępy Wielkiej.

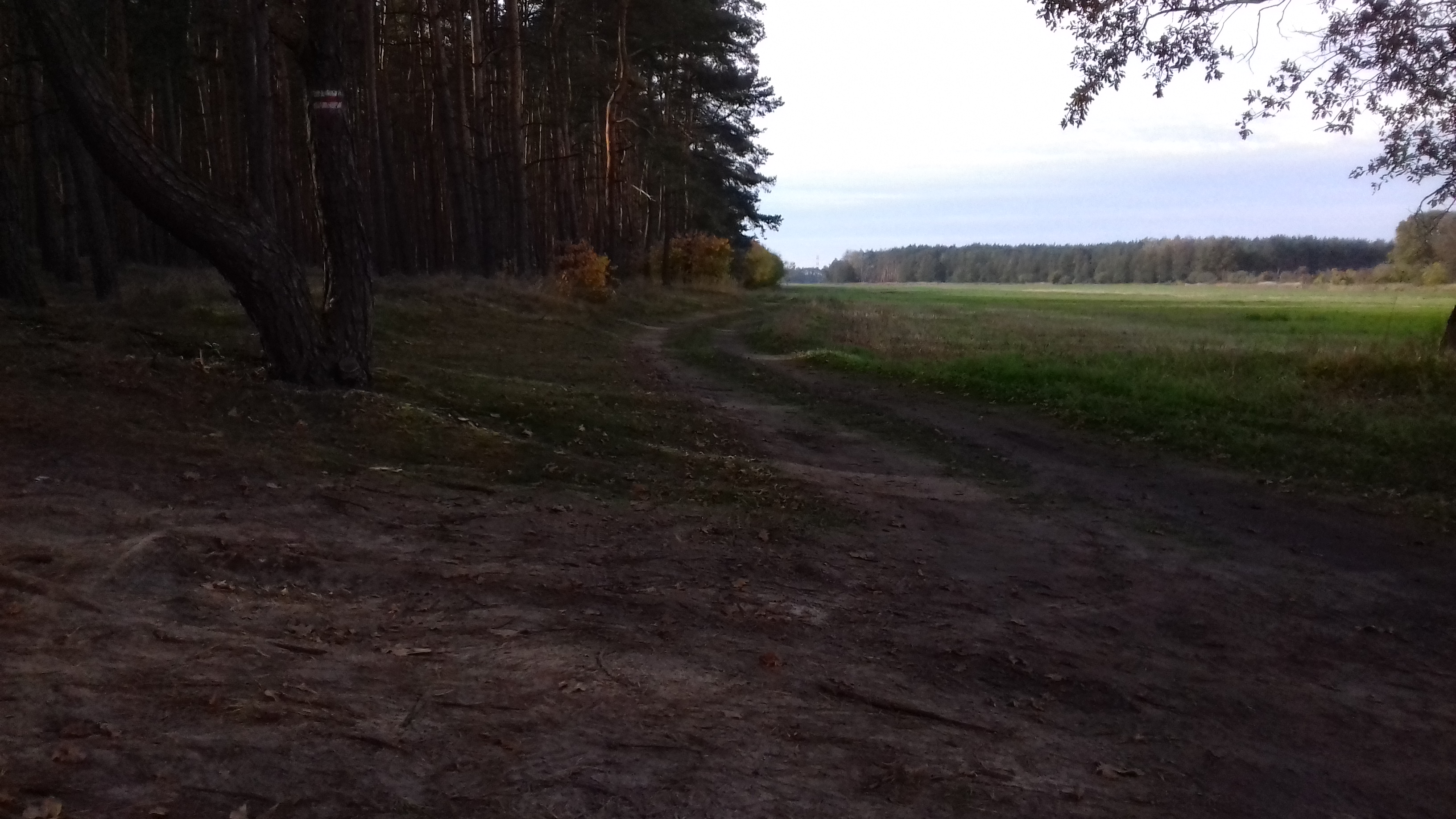
Szlak pieszy nr 186 w dolinie rzeki Szywry.

Wzdłuż dolnego fragmentu rzeki przebiega  Szlak turystyczny Osowa Góra - Sulęcinek.